# Mykanów
Mykanów – wieś w Polsce położona w województwie śląskim, w powiecie częstochowskim, w gminie Mykanów.
Miejscowość jest siedzibą gminy Mykanów.
W Mykanowie bierze początek niewielka rzeka Pijawka, dopływ Warty.

## Historia
Wieś duchowna, własność klasztoru klarysek w Krakowie położona była w końcu XVI wieku w powiecie wieluńskim ziemi wieluńskiej województwa sieradzkiego. 
W latach 1954–1972 wieś należała i była siedzibą władz gromady Mykanów. W latach 1975–1998 miejscowość administracyjnie należała do województwa częstochowskiego. 
W 1928 roku rolnik Jacenty Kowalik został odznaczony Brązowym Krzyżem Zasługi za „zasługi na polu społecznym i samorządowym”. 
We wsi znajduje się zabytkowy Pałac w Mykanowie oraz przystanek kolejowy Mykanów. 
Parafia Kościoła rzymskokatolickiego Parafia św. Leonarda Opata w Mykanowie.